# Soirée de combat UFC : Imavov contre Borralho
La Soirée de combat UFC : Imavov contre Borralho est un événement d'arts martiaux mixtes produit par l'Ultimate Fighting Championship qui est prévu le 6 septembre 2025 à l'Accor Arena de Paris, en France.

## Contexte
L'événement marquera la quatrième visite annuelle consécutive de la promotion à Paris et la première depuis la Soirée de combat UFC : Moicano contre Saint Denis en septembre 2024.
Un combat de poids moyen entre Nassourdine Imavov et Caio Borralho est prévu en tête d'affiche de l'événement
Un combat de poids mouche féminin entre la nouvelle venue promotionnelle Kennedy Freeman et Yuneisy Duben était prévu pour cet événement. Cependant, Duben s'est retirée du combat pour des raisons inconnues et on ne sait pas si un adversaire de remplacement sera trouvé ou non.

## Carte de combat
| Carte principale (ESPN+)   | Carte principale (ESPN+) | Carte principale (ESPN+) | Carte principale (ESPN+) | Carte principale (ESPN+) | Carte principale (ESPN+) | Carte principale (ESPN+) | Carte principale (ESPN+) |
| Catégorie                  |                          |                          |                          | Méthode                  | Round                    | Chrono.                  | Notes                    |
| -------------------------- | ------------------------ | ------------------------ | ------------------------ | ------------------------ | ------------------------ | ------------------------ | ------------------------ |
| Poids Moyens               | Nassourdine Imavov       | c.                       | Caio Borralho            |                          |                          |                          |                          |
| Poids Légers               | Benoît Saint Denis       | c.                       | Maurício Ruffy           |                          |                          |                          |                          |
| Poids Légers               | Bolaji Oki               | c.                       | Mason Jones              |                          |                          |                          |                          |
| Poids Lourds-légers        | Modestas Bukauskas       | c.                       | Paul Craig               |                          |                          |                          |                          |
| Poids Légers               | Farès Ziam               | c.                       | Kauê Fernandes           |                          |                          |                          |                          |
| Carte préliminaire (ESPN+) |                          |                          |                          |                          |                          |                          |                          |
| Poids Lourds-légers        | Oumar Sy                 | c.                       | Brendson Ribeiro         |                          |                          |                          |                          |
| Poids Lourds               | Marcin Tybura            | c.                       | Ante Delija              |                          |                          |                          |                          |
| Poids Welter               | Andreas Gustafsson       | c.                       | Rinat Fakhretdinov       |                          |                          |                          |                          |
| Poids Plumes               | William Gomis            | c.                       | Robert Ruchała           |                          |                          |                          |                          |
| Poids Welter               | Sam Patterson            | c.                       | Trey Waters              |                          |                          |                          |                          |
| Poids Moyens               | Brad Tavares             | c.                       | Robert Bryczek           |                          |                          |                          |                          |
| Poids Pailles Femmes       | Shauna Bannon            | c.                       | Sam Hughes               |                          |                          |                          |                          |

## Combats annoncés
- Combat de poids mouches femmes : Kennedy Freeman contre à déterminer[5]
- Combat de poids plumes : Patricio Pitbull contre Losene Keita[7]